# James Conner
Pour les articles homonymes, voir Conner.
(en) Statistiques sur pro-football-reference
James Earl Conner, né le 5 mai 1995 à Érié en Pennsylvanie, est un sportif professionnel de football américain jouant au poste de running back dans la National Football League (NFL) et actuellement pour les Cardinals de l'Arizona.
Au niveau universitaire, il a joué dans la NCAA Division I FBS pour les Panthers de Pittsburgh de 2013 à 2016 avant d'être sélectionné au 3e tour de la draft 2017 de la NFL par la franchise des Steelers de Pittsburgh. Après quatre saisons chez les Steelers, il rejoint les Cardinals en 2021.

## Biographie

### Carrière universitaire
Étudiant à l'université de Pittsburgh, il joue au football américain universitaire dans la NCAA Division I FBS pour les Panthers de Pittsburgh de 2013 à 2016.
Il annonce en décembre 2015 qu'il souffre d'un lymphome de Hodgkin. Il termine sa dernière séance de chimiothérapie en mai 2016.
Le 21 avril 2016, Conner apparaît à l'émission The Ellen DeGeneres Show et rencontre Eric Berry, safety des Chiefs de Kansas City ayant également surmonté le lymphome de Hodgkin. Conner voit en lui une inspiration pour la suite de sa carrière et pendant son traitement, les deux joueurs se sont contactés par SMS, mais ne se sont jamais rencontrés en personne avant l'émission.

### Carrière professionnelle

#### Draft
Conner est sélectionné en 105e choix global lors du 3e tour de la draft 2017 de la NFL par la franchise des Steelers de Pittsburgh. Il est le 8e running back choisi au cours de cette draft. Conner jouit d'une forte notoriété locale parce qu'il est natif de Pennsylvanie, qu'il a étudié à Pittsburgh et qu'il a été choisi par l'équipe professionnelle de la ville tout en ayant lutté contre un cancer.

#### Steelers de Pittsbirgh

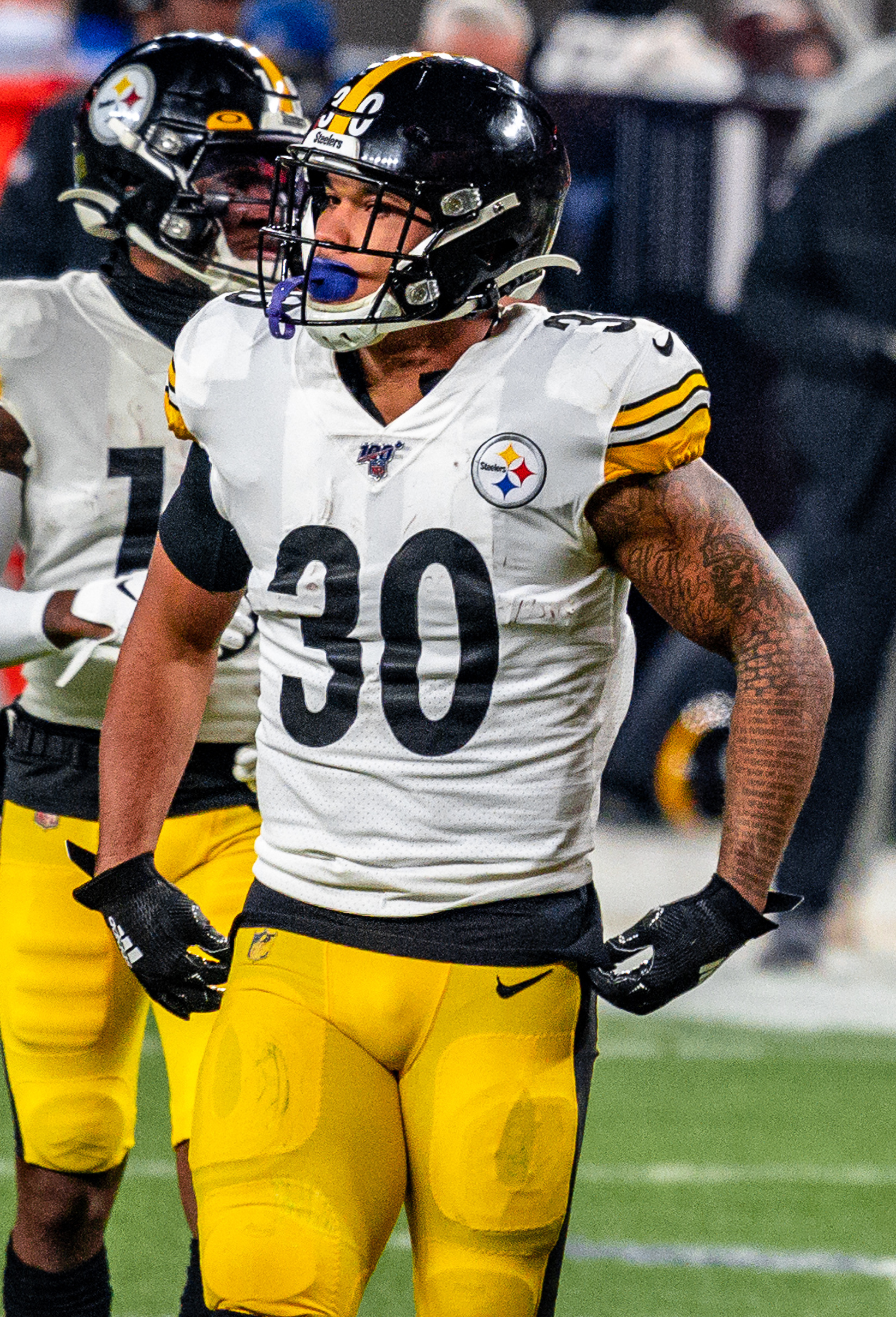
Conner en 2019 avec les Steelers.

Le 11 mai 2017, les Steelers signent Conner signe un contrat de quatre ans pour un montant de Modèle:Nobre comprenant une prime à la signature de 706 288 dollars.
Pendant sa saison 2017 en tant que rookie, il est désigné remplaçant de Le'Veon Bell.
Il est titularisé pour le début de la saison 2018, Bell ayant décidé de ne pas se tenir à disposition de l'équipe à la suite d'un désaccord concernant un éventuel contrat à long terme. Conner performe très bien lors de son premier match en tant que titulaire joué contre les Browns, gagnant 135 yards à la course tout en inscrivant deux touchdowns. Au cours du mois d'octobre 2018, il gagne plus de 100 yards à la course et inscrit deux touchdowns lors de trois matchs consécutifs ce qui lui vait d'être désigné meilleur joueur offensif du mois en AFC. À l'issue de la saison, il compte un total de 973 yards et 12 touchdowns gagnés et inscrits à la course en 13 matchs disputés. Ses performances lui permettent d'être sélectionné au Pro Bowl 2019.

#### Cardinals de l'Arizona (depuis 2021)
Le 13 avril 20212, Conner signe un contrat d'un an avec les Cardinals de l'Arizona.
Conner effectue ses meilleurs performances lors de la saison régulière en 9e semaine contre les 49ers avec 173 yards et trois touchdowns gagnés et inscrits à la course puis contre les Rams en 14e semaine, où il gagne 125 yards et inscrit deux touchdowns. Il totalise en fin de saison 752 yards à la course et réalise la meilleure performance de sa carrière en inscrivant à la course 15 touchdowns (2e de la ligue),, et est ensuite sélectionné au Pro Bowl 2022. Il est classé 80e par ses pairs au Top 100 des meilleurs joueurs NFL de la saison.

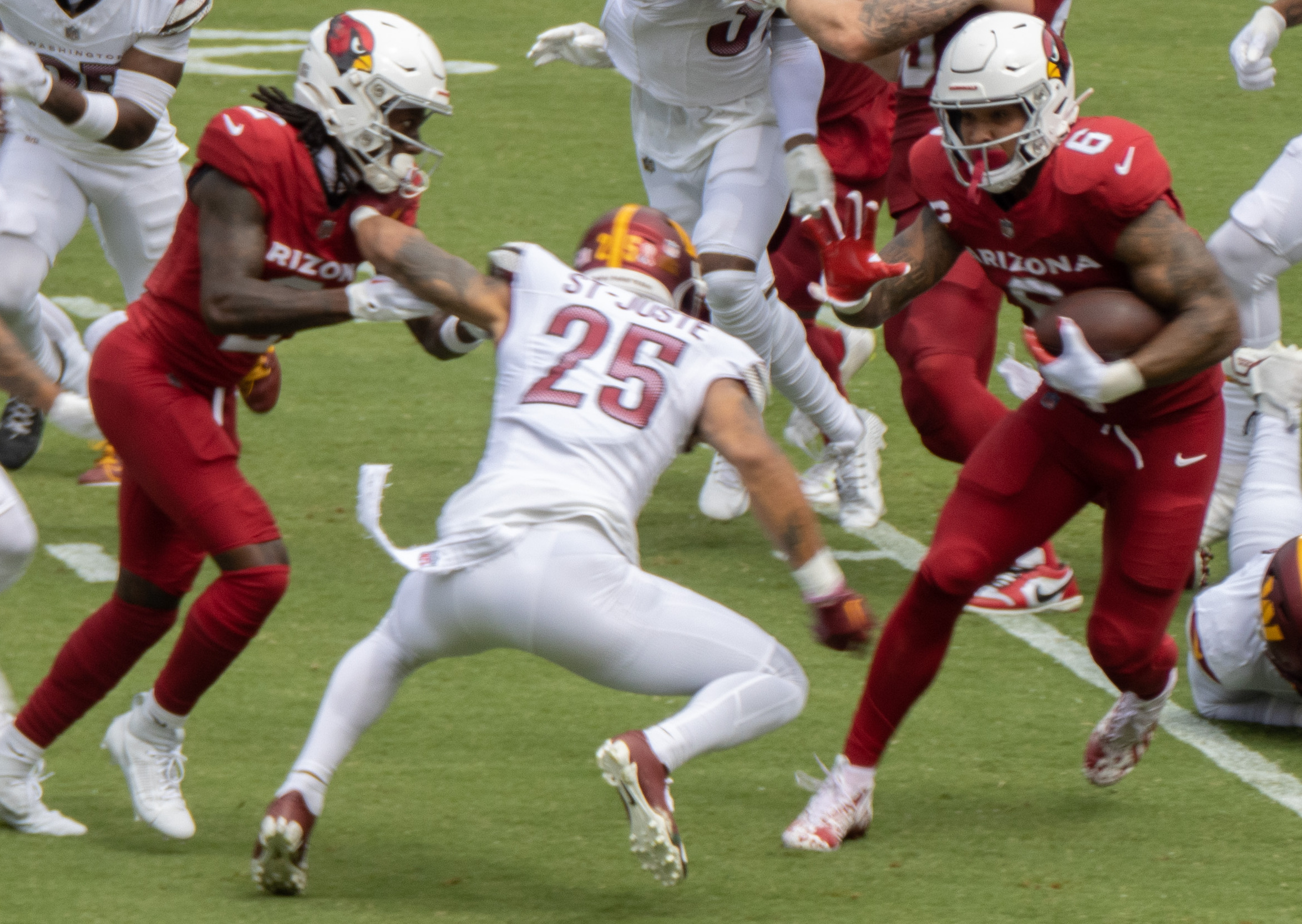
Conner (à droite) avec les Cardinals en 2023.

Le 14 mars 2022, Conner signe une extension de contrat de trois ans avec les Cardinals. Contre les Chargers en 12e semaine (défaite 24-25), il gagne 120 yards et inscrit un touchdown à la course. IL totalise en fin de saison 782 yards et 7 touchdowns à la course ainsi que 300 yards et un touchdown supplémentaires en 46 réceptions.
Conner se blesse au genou lors de la 5e semaine de la saison 2023 et est placé sur la liste des réservistes le 10 octobre. Il revient dans l'effectif le 11 novembre. Il gagne 105 yards et inscrit deux touchdowns en 25 courses lors de la victoire contre les Steelers en 13e semaine. En 17e semaine lors de la victoire contre les Eagles, il totalise 128 yards et un touchdown à la course avec un touchdown supplémentaire en réception. La semaine suivante contre les Seahawks, il effectue 27 courses pour un gain record en carrière de 150 yards et un touchdown. Cette performance lui permet de dépasser les 1000 yards sur la saison, pour la première fois de sa carrière. Il termine la saison régulière avec 1040 yards et 7 touchdowns en 208 courses ainsi que  165 yards et 2 touchdowns supplémentaires en 27 réceptions en 13 matchs disputés.

## Statistiques

### En NCAA
| Année       | Équipe                 | Statut      | MJ |     | Courses | Courses | Courses | Courses |       | Passes réceptionnées | Passes réceptionnées | Passes réceptionnées | Passes réceptionnées |
| Année       | Équipe                 | Statut      | MJ | Nb. | Yards   | Moy.    | TD      | Nb.     | Yards | Moy.                 | TD                   |                      |                      |
| 2013        | Panthers de Pittsburgh | Fr.         | 12 | 146 | 799     | 5,5     | 08      | 03      | 033   | 11,0                 | 0                    |                      |                      |
| 2014        | Panthers de Pittsburgh | So.         | 13 | 298 | 1 765   | 5,9     | 26      | 05      | 070   | 14,0                 | 0                    |                      |                      |
| 2015        | Panthers de Pittsburgh | Jr.         | 01 | 08  | 077     | 9,6     | 02      | 01      | 07    | 07,0                 | 0                    |                      |                      |
| 2016        | Panthers de Pittsburgh | Sr.         | 13 | 216 | 1 092   | 5,1     | 16      | 21      | 302   | 14,4                 | 4                    |                      |                      |
| Totaux NCAA | Totaux NCAA            | Totaux NCAA | 39 | 668 | 3 733   | 5,6     | 52      | 30      | 412   | 13,7                 | 4                    |                      |                      |

### En NFL
| Année  | Équipe                 | MJ |                 | Courses         | Courses         | Courses         | Courses         |                 | Passes réceptionnées | Passes réceptionnées | Passes réceptionnées | Passes réceptionnées |  | Fumbles | Fumbles |
| Année  | Équipe                 | MJ | Nb.             | Yards           | Moy.            | TD              | Nb.             | Yards           | Moy.                 | TD                   | Nb.                  | Perdus               |  |         |         |
| 2017   | Steelers de Pittsburgh | 14 | 032             | 0 144           | 4,5             | 0               | 0               | 0               | 00,0                 | 0                    | 4                    | 0                    |  |         |         |
| 2018   | Steelers de Pittsburgh | 13 | 215             | 0 973           | 4,5             | 12              | 55              | 497             | 09,0                 | 1                    | 1                    | 1                    |  |         |         |
| 2019   | Steelers de Pittsburgh | 10 | 116             | 0 464           | 4,0             | 04              | 34              | 251             | 07,4                 | 3                    | 2                    | 2                    |  |         |         |
| 2020   | Steelers de Pittsburgh | 13 | 169             | 0 721           | 4,3             | 06              | 35              | 215             | 06,1                 | 0                    | 1                    | 0                    |  |         |         |
| 2021   | Cardinals de l'Arizona | 15 | 202             | 0 752           | 3,7             | 15              | 37              | 375             | 10,1                 | 3                    | 2                    | 0                    |  |         |         |
| 2022   | Cardinals de l'Arizona | 13 | 183             | 0 782           | 4,3             | 07              | 46              | 300             | 06,5                 | 1                    | 3                    | 1                    |  |         |         |
| 2023   | Cardinals de l'Arizona | 13 | 208             | 1 040           | 5,0             | 07              | 27              | 165             | 06,1                 | 2                    | 0                    | 0                    |  |         |         |
| 2024   | Cardinals de l'Arizona | ?  | Saison en cours | Saison en cours | Saison en cours | Saison en cours | Saison en cours | Saison en cours | Saison en cours      | Saison en cours      | ?                    | ?                    |  |         |         |
| Totaux | Totaux                 | 91 | 1 125           | 4 876           | 4,3             | 51              | 234             | 1 803           | 7,7                  | 10                   | 12                   | 4                    |  |         |         |

| Année  | Équipe                 | MJ |     | Courses | Courses | Courses | Courses |       | Passes réceptionnées | Passes réceptionnées | Passes réceptionnées | Passes réceptionnées |  | Fumbles | Fumbles |
| Année  | Équipe                 | MJ | Nb. | Yards   | Moy.    | TD      | Nb.     | Yards | Moy.                 | TD                   | Nb.                  | Perdus               |  |         |         |
| 2020   | Steelers de Pittsburgh | 1  | 11  | 37      | 3,4     | 1       | 5       | 30    | 6,0                  | 0                    | 0                    | 0                    |  |         |         |
| 2021   | Steelers de Pittsburgh | 1  | 4   | 19      | 4,8     | 1       | 1       | 5     | 5,0                  | 0                    | 0                    | 0                    |  |         |         |
| Totaux | Totaux                 | 2  | 15  | 56      | 3,7     | 2       | 6       | 35    | 5,5                  | 0                    | 0                    | 0                    |  |         |         |